# Andreas Ottl
Andreas Ottl (Munique, 1 de março de 1985) é um futebolista alemão que atua como meia. 